# Claude (Vorname)
Claude, ein männlicher und weiblicher französischer Vorname, eine Variante des lateinischen Claudius respektive Claudia.

## Namensträger

### Männlich
- Claude Akins (1926–1994), US-amerikanischer Schauspieler
- Oyon Marius Claude Amba (* 1987), kamerunischer Schachspieler
- Claude Anet (1868–1931), französischer Schriftsteller
- Claude Aubert (* 1959), Schweizer Popmusiker, Künstlername auch Claude Quick, siehe Claude (Musiker)
- Claude II. de Beauvilliers (1542–1583), französischer Militär
- Claude Bessy (Autor) (1945–1999), französischer Autor, Sänger und Musikvideoproduzent
- Claude Brasseur (1936–2020), französischer Schauspieler
- Claude Chabrol (1930–2010), französischer Regisseur
- Claude Crétier (* 1977), französischer Skirennläufer
- Claude Dauphin (1903–1978), französischer Schauspieler
- Claude Debussy (1862–1918), französischer Komponist
- Claude Ducher (1820–1874), französischer Rosenzüchter
- Claude François (1939–1978), französischer Sänger
- Claude Humphrey (1944–2021), US-amerikanischer American-Football-Spieler
- Claude Lanzmann (1925–2018), französischer Filmregisseur
- Claude Lelouch (* 1937), französischer Filmregisseur
- Claude Lévi-Strauss (1908–2009), französischer Ethnologe
- Claude Loraine-Barrow (1870–1903), britischer Automobilrennfahrer
- Claude Lorrain (1600–1682), französischer Maler
- Claude Michel, Künstlername Clodion (1738–1814), französischer Bildhauer
- Claude Monet (1840–1926), französischer Maler
- Claude Mouton († 2021), französischer Jazzmusiker
- Claude Olmos (1946–2023), französischer Musiker
- Claude Pinoteau (1925–2012), französischer Regisseur
- Claude Rains (1889–1967), britisch-amerikanischer Schauspieler
- Claude Rich (1929–2017), französischer Schauspieler und Autor
- Claude-Oliver Rudolph (* 1956), deutscher Schauspieler
- Claude Sautet (1924–2000), französischer Regisseur
- Claude Shannon (1916–2001), US-amerikanischer Mathematiker und Elektrotechniker
- Claude Joseph Vernet (1714–1789), französischer Maler
- Claude Williamson (1926–2016), US-amerikanischer Jazzpianist

### Weiblich
- Claude de France (1499–1524), Königin von Frankreich
- Claudia von Valois, Claude de Valois (1547–1575),  Tochter von Heinrich II. und Katharina von Medici

- Claude Cardinale, (* 1938), italienische Schauspielerin, siehe Claudia Cardinale
- Claude De Demo (* 1980), luxemburgische Schauspielerin und Hörspielsprecherin
- Claude Farell (1918–2008), österreichisch-französische Schauspielerin
- Claude Gensac (1927–2016), französische Schauspielerin
- Claude Jade (1948–2006), französische Schauspielerin
- Claude Nollier (1919–2009), französische Schauspielerin
- Claude Perron (* 1966), französische Schauspielerin
- Claude Pompidou (1912–2007), Frau des Präsidenten Georges Pompidou
- Claude Winter (1931–2011), französische Schauspielerin